# Ágoston József (politikus)
Kis-jókai Ágoston József, Ágoston József Gábor (Hatvan, 1800. március 21. (keresztelés) – Pest, 1860. március 9.) ügyvéd és országgyűlési képviselő.

## Élete
Apja Ágoston Ferenc, Borsod, Gömör és Heves megyék táblabírája volt, anyja Benyovszky Amália. Ágoston József közel 40 évig működött a fővárosban mint ügyvéd. A megyegyűléseken mondott beszédeit Kossuth Lajos Törvényhatósági Tudósítások című lapjában közölték. Az 1848–1849. országgyűlésen Borsod megye dédesi kerületét képviselte.

## Művei
- Felelet maithsteini nemes Wildner Ignácznak bizonyos magyar váltó jogi kérdés feletti őszinte véleményére. Pest, 1844.
- Vasútügy cikke megjelent a Pesti Naplóban 1854. 248. sz.